# Megachile squalens
Megachile squalens là một loài Hymenoptera trong họ Megachilidae. Loài này được Haliday mô tả khoa học năm 1836.